# Zacharias Ursinus

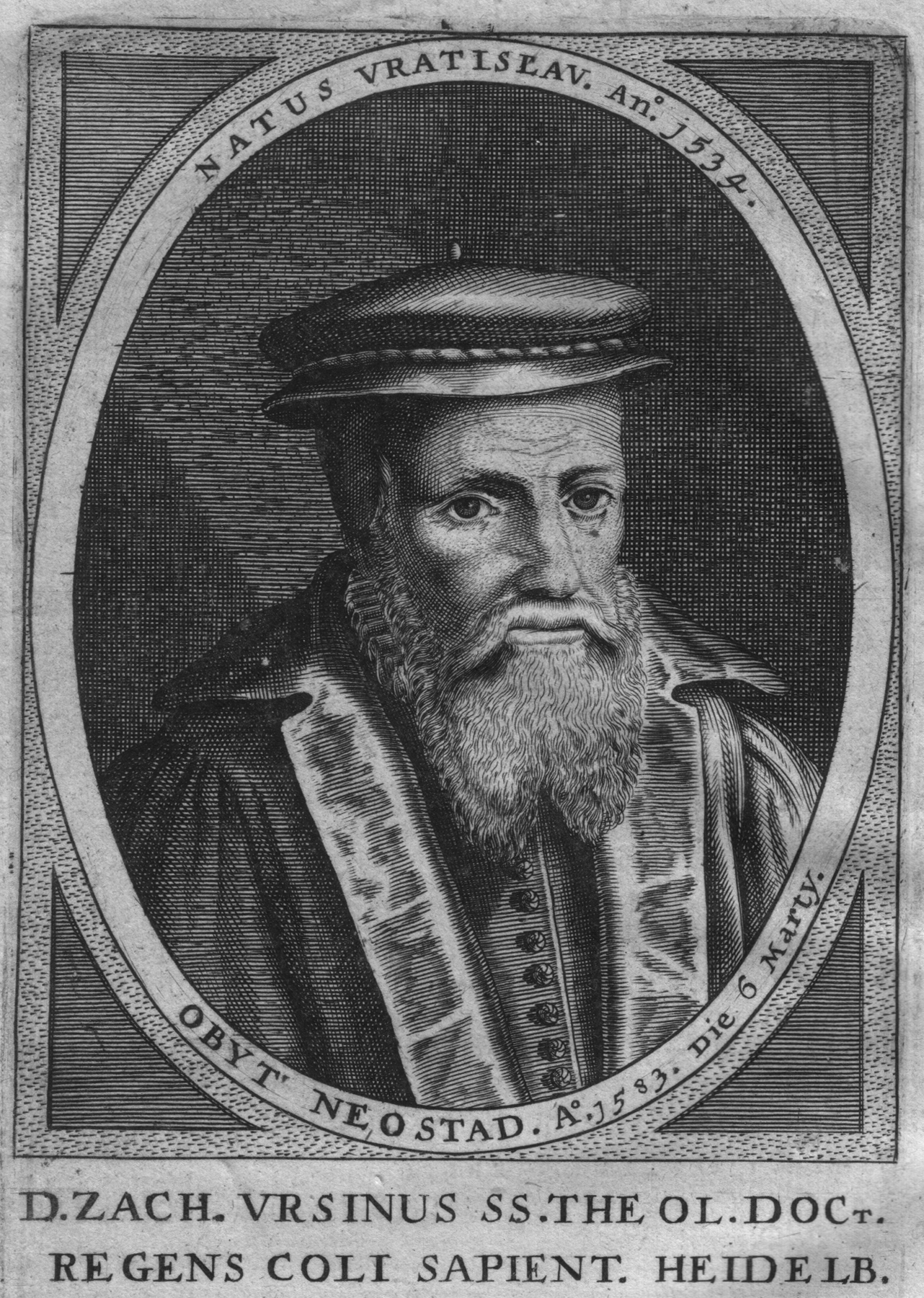
Zacharias Ursinus

Zacharias Ursinus (Breslau, 18 juli 1534 - Neustadt an der Weinstraße, 6 maart 1583) was een Duits zestiende-eeuws theoloog, geboren als Zacharias Baer. Zoals vele anderen in de 16e eeuw latiniseerde hij zijn naam. Ursus betekent "beer". Hij is het meest bekend als auteur van de Heidelbergse Catechismus, die hij onder anderen opstelde met Caspar Olevianus (1536-1587), zijn collega als hoogleraar theologie aan de Universiteit van Heidelberg en het Collegium sapientiae, de predikantenopleiding van de Palts.
Rond zijn vijftiende ging Ursinus studeren aan de universiteit van Wittenberg, waar hij zeven jaar les kreeg van Philipp Melanchthon, de medewerker en later opvolger van Maarten Luther. Melanchthon bewonderde de jonge Ursinus vanwege zijn intellectuele gaven en zijn geestelijke rijpheid. Later studeerde Ursinus aan gereformeerde universiteiten in Straatsburg, Bazel, Lausanne en Genève. In Lyon en Orléans leerde hij Hebreeuws. Hierna keerde hij terug naar Breslau en publiceerde een pamflet over de sacramenten, dat de woede van de Lutheranen opwekte. Zij beschuldigden hem ervan dat hij meer gereformeerd dan luthers was. Zijn tegenstanders in Breslau slaagden er daarop in om hem uit de stad te verdrijven. Ursinus verhuisde naar Zürich en raakte bevriend met Petrus Martyr Vermigli, een Italiaanse gereformeerde.
In 1561 werd hij op advies van Peter Martyr door Prins Frederik III van de Palts aangesteld als professor aan het Collegium Sapientiae. Hij schreef met meerdere theologen (onder anderen Caspar Olevianus) de Heidelbergse Catechismus. Na het overlijden van de prins in 1576 werd deze opgevolgd door zijn lutherse broer Lodewijk VI van de Palts. Zijn nieuwe godsdienstige koers leidde tot het ontslag van Ursinus, die vanaf 1578 tot zijn overlijden in 1583 professor was aan de gereformeerde theologische school in Neustadt an der Haardt.
Zijn werken werden gepubliceerd in 1587 tot 1589, een completere editie verscheen in 1612, uitgegeven door zijn zoon en twee van zijn oud-studenten, Daniël Pareüs en Quirinus Reuter. Veel invloed in Nederland had zijn verklaring van de Heidelbergse Catechismus in een vertaling door Festus Hommius, Het Schatboeck der verclaringhen over de Catechismus.
- Biblioteca Nacional de España: XX1062321
- Bibliothèque nationale de France: cb12111417w (data)
- Biografisch Portaal: 09805642
- Gemeinsame Normdatei: 118803573
- International Standard Name Identifier: 0000 0001 0905 437X
- Library of Congress Control Number: n83198558
- Nationale Bibliotheek van Tsjechië: xx0012040
- Nationale Bibliotheek van Israël: 987007269355505171
- Nationale Bibliotheek van Polen: a0000002410228
- Nederlandse Thesaurus van Auteursnamen: 071383581
- Istituto Centrale per il Catalogo Unico: BVEV026999
- LIBRIS: 289606
- Système universitaire de documentation: 029499968
- Trove: 1193969
- Virtual International Authority File: 59114441
- WorldCat: E39PBJpJgCbR3pB7PCM7Wv89jC